# ميكي إدواردز
ميكي إدواردز (23 ديسمبر 1994 بسيدني في أستراليا - ) (بالإنجليزية: Mickey Edwards)‏ هو لاعب كريكت أسترالي. لعب مع فريق جنوب ويلز الجديد للكريكت ‏ وSydney Sixers ‏.

## وصلات خارجية
- ميكي إدواردز على موقع إي آس بي آن كريك إنفو (الإنجليزية)